# قبوط
القبّوط أو الگ‍بّوط أكلة شائعة في دولة الكويت ومحافظة البصرة وخصوصاً قضاء الزبير، تُصنع من قطع عجين، بعضها منبسطة مدوّرة فارغة، وبعضها نصف بيضاوية محشوة بلحم وبهارات وكشمش (زبيب)، يصب في القدر ماءٌ ومعجون طماطة، فيُصبح ماؤها مرقاً، يضاف له لومي بصرة، وبصل وبهارات وملح، يضاف اختياراً الباذنجان والبطاطا. وفي الكويت يُطبخ القبوط للمرأة النفساء، قالت بدور الحامد «من أشهر عادات النفاس بالكويت ما يسمى الوجوب، وهو أن يقوم الجيران والأقارب بإرسال الأكل للوالدة. ومن أشهرها طبق القبوط العصيدة والتشريب».